# Mikrořasy

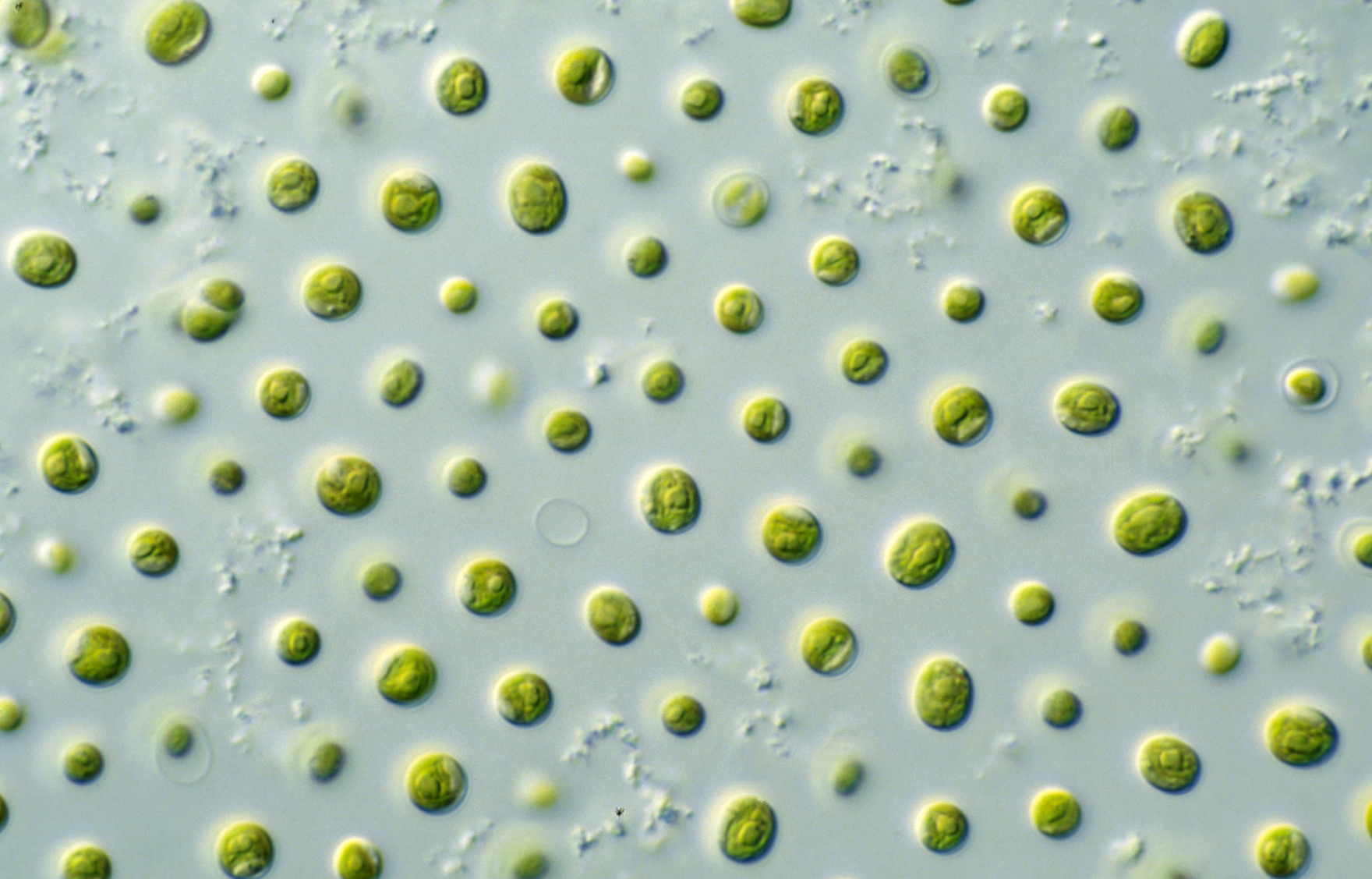
Mikrořasa Nannochloropsis

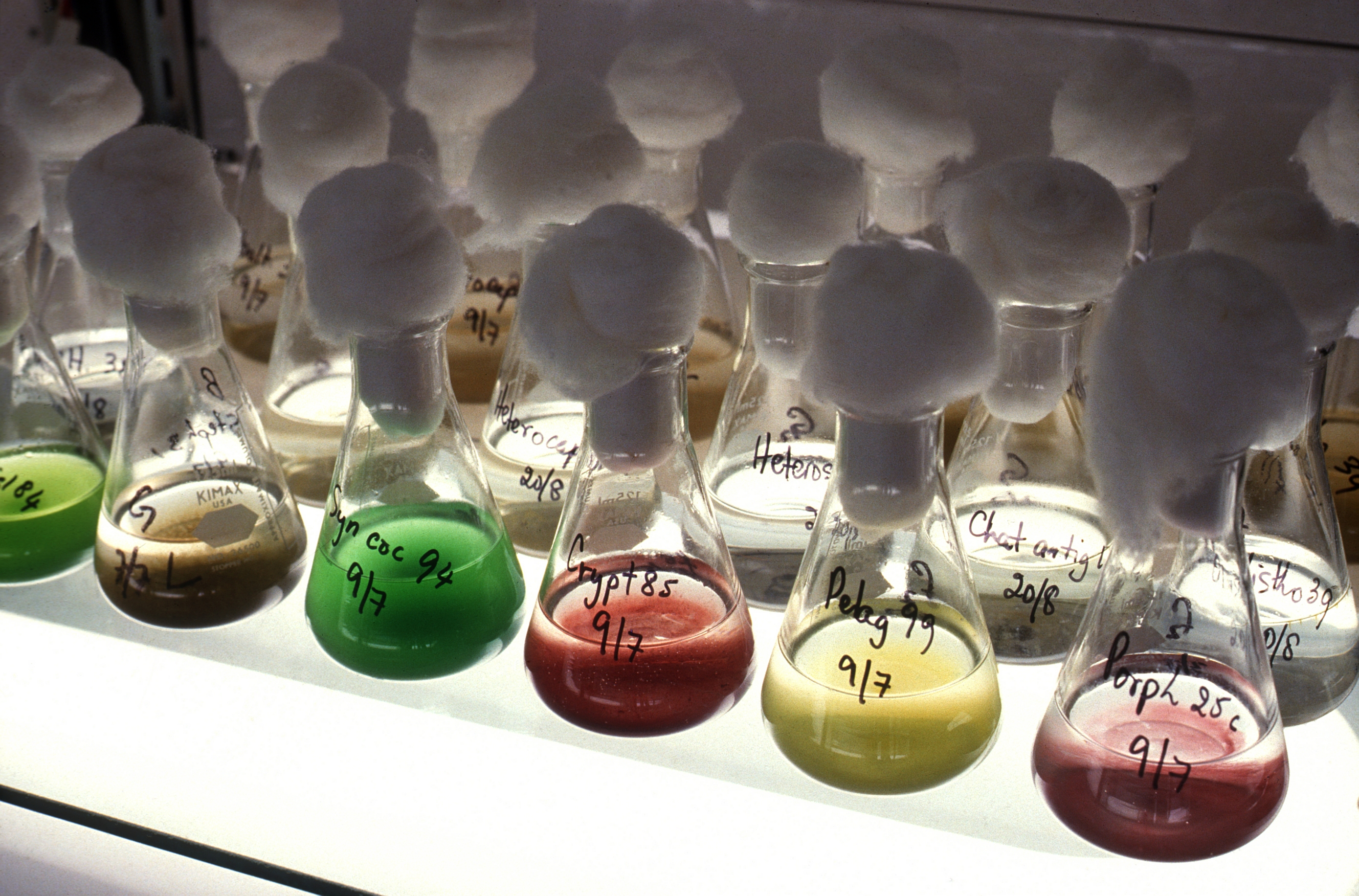
Sbírka kultur mikrořas v laboratoři CSIRO

Jako řasy obecně označujeme vývojově staré, po stránce stavby jednoduché eukaryotické organismy schopné fotosyntézy. Dříve byly proto též někteří zástupci řazené do skupiny tzv. nižších rostlin. Ve skutečnosti se ale jedná o polyfyletickou skupinu často evolučně velmi vzdálených mikroorganismů, které mohou tvořit mnohobuněčné stélky či se vyskytovat převážně v jednobuněčné formě, poté hovoříme právě o tzv. mikrořasách.
Mikrořasy, (též mikrofyty) jsou mikroskopické řasy, obvykle obývající sladkovodní a mořské ekosystémy, které lze nalézt přímo volně ve vodním sloupci i sedimentu. Jedná se o jednobuněčné druhy vyskytující se jednotlivě, v řetízcích či koloniích. V závislosti na druhu se jejich velikost může pohybovat od jednotek do několika stovek mikrometrů (μm). Na rozdíl od vyšších rostlin nemají mikrořasy specializovaná pletiva či orgány, jako jsou kořeny, stonky nebo listy. Jsou speciálně přizpůsobeny prostředí, kterému dominují viskózní síly. Mikrořasy, schopné provádět fotosyntézu, jsou důležité pro život na Zemi; nejen, že produkují atmosférický kyslík, ale současně využívají skleníkový plyn kysličník uhličitý z atmosféry k fotoautotrofnímu růstu. Mikrořasy spolu s bakteriemi tvoří základ potravní sítě a redistribuují energii pro všechny trofické úrovně nad nimi. Biomasa mikrořas se často měří skrze měření koncentrace chlorofylu a (projevuje se pohlcováním světla příslušné vlnové délky), které může poskytovat užitečný ukazatel potenciální produkce. Stabilní populace mikrořas úzce souvisí se skladbou jejich predátorů. Bez přítomnosti predátorů se velikost živé populace mikrofytů dramaticky snižuje.
Biodiverzita mikrořas je obrovská. Odhaduje se, že v mnoha různých rodech existuje asi 200 000 – 800 000 druhů, z nichž jen asi 50 000 je popsáno. Chemicky bylo určeno více než 15 000 nových sloučenin pocházejících z biomasy řas. Většina z těchto druhů mikrořas produkuje jedinečné produkty, jako jsou karotenoidy, antioxidanty, mastné kyseliny, enzymy, polymery, peptidy, toxiny a steroly.
Mikrořasy nabízejí obrovský potenciál využití v biotechnologiích, jeví se jako vhodný zdroj pro výrobu biopaliv 3. a 4. generace, uplatnění nalézají již dnes v potravinářství jakožto surovina výroby doplňků stravy (nejen) pro vegetariány a sportovce, nebo jako složka v akvakulturních technologiích.

## Charakteristika a využití

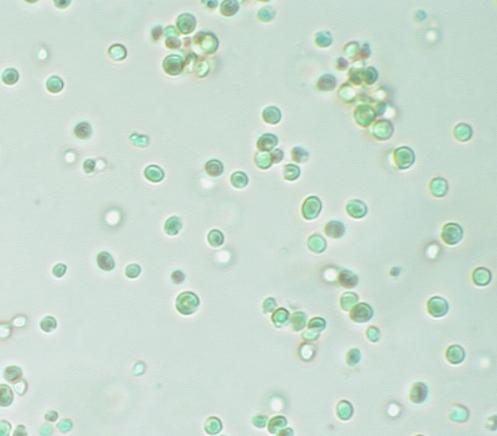
Mikrořasa Nannochloropsis sp. pozorovaná pod světelným mikroskopem

Chemické složení mikrořas není přirozeně konstantním faktorem, ale mění se v širokém rozmezí, a to jak v závislosti na druhu, tak na podmínkách kultivace. Některé mikrořasy mají schopnost přizpůsobit se změnám okolních podmínek proměnou svého chemického složení v reakci na proměnlivost vnějšího prostředí. Obzvláště dramatickým příkladem je jejich schopnost nahradit fosfolipidy lipidy bez fosforu v prostředí na fosfor chudém. Je možné nashromáždit požadované produkty v řasových buňkách do značné míry změnou faktorů životního prostředí, jako je teplota, osvětlení, pH, přísun CO2, solí a živin. Mikrofyty také produkují chemické signální molekuly, které přispívají k identifikaci kořisti, obraně a útěku. Tyto chemické signály přispívají k shlukování buněk do velkých trofických struktur, jako je vodní květ, avšak k jejich fyzickému utváření dochází pouhou difúzí a laminárním prouděním. Mikrořasy představují základní potravinovou složku pro četné druhy akvakultur, zejména pro výživu mlžů.
Fotolitotrofní a chemolitotrofní mikroby mohou také vytvářet symbiotické vztahy s hostitelskými organismy. Poskytují jim vitamíny a polynenasycené mastné kyseliny, které jsou nezbytné jako růstový faktor měkkýšů, kteří si je sami nedokáží syntetizovat.
Protože buňky rostou ve vodné suspenzi, dochází k jejich účinnějšímu kontaktu s vodou, CO2, a dalšími živinami. Mikrořasy hrají hlavní roli v koloběhu živin a fixaci anorganického uhlíku do organických molekul.
Zatímco rybí olej je znám svým obsahem omega-3 mastných kyselin, ryby ve skutečnosti omega-3 masné kyseliny samy osobě neprodukují, místo toho je akumulují ve svých tělech konzumací mikrořas. Člověk může tyto omega-3 mastné kyseliny získat konzumací přímo mikrořas, které tyto kyseliny produkují.

## Akvakultura
Řada druhů mikrořas je pěstována uměle a je využívána různými způsoby pro komerční účely.
Studie odhadují, že hlavní faktory úspěchu umělé kultivace mikrořas jsou:
rozměry kontejneru/bioreaktoru, kde se pěstují mikrořasy
světelná expozice/záření o krátké vlnové délce a
koncentrace buněk v reaktoru